# Gesundheits- und Krankenpflegehelfer
Der Gesundheits- und Krankenpflegehelfer oder Staatlich geprüfter Krankenpflegehelfer ist ein landesrechtlich geregelter Gesundheitsfachberuf mit einer zweijährigen (in manchen Bundesländern einjährige) Ausbildung des Teilbereiches Pflege im deutschen Gesundheitswesen.
Pflegehelfer sind Teil des professionellen Pflegeteams und assistieren den Pflegefachkräften der Gesundheits- und Krankenpflege oder Kinderkrankenpflege bei deren Aufgaben. Pflegehelfer übernehmen Pflegetätigkeiten in Eigenverantwortung oder in Absprache mit den Pflegefachkräften, vor allem grundpflegerische Aufgaben wie die Lagerung, Hilfe bei der Nahrungsaufnahme, dem Toilettengang, Begleitung, Körperpflege, Richten der Betten sowie  Schreibarbeiten, Dokumentation, Beschäftigungsangebote, hauswirtschaftliche Hilfe und Hygiene.
Der zweijährige Ausbildungsberuf Pflegeassistent ersetzt seit dem 1. August 2007 in einigen Bundesländern die bisherigen pflegerischen Helferausbildungen. Umgangssprachlich als Pflegehelfer bezeichnet werden auch die Absolventen der Qualifizierungsmaßnahmen zum Alltagsbegleiter für die Betreuung Pflegebedürftiger nach § 53b SGB XI (vormals § 87b SGB XI und § 53c SGB XI); Alltagsbegleiter haben jedoch in der Regel eine kürzere Bildungsmaßnahme mit anderen Schwerpunkten besucht. In der Schweiz wird eine deutlich kürzere Ausbildung zum Pflegehelfer angeboten, in Österreich existiert eine ähnlich strukturierte einjährige Ausbildung, deren Absolventen als Pflegehelfer bezeichnet werden.
In der Regel ist die Fluktuationsrate unter den Pflegehelfern einer Organisation sehr hoch, was sich nachteilig auf die Qualität der Patientenversorgung auswirken und zu Stress und Unzufriedenheit beim Personal führen kann.

## Ausbildung
Die 1- oder 2-jährige (je nach Bundesland) Ausbildung zum Gesundheits- und Krankenpflegehelfer soll die Kenntnisse, Fähigkeiten und Fertigkeiten für die Versorgung der Kranken, sowie die damit verbundenen hauswirtschaftlichen und sonstigen Assistenzaufgaben in Stations-, Funktions- und sonstigen Bereichen des Gesundheitswesens vermitteln (Ausbildungsziel). Die Ausbildung umfasst in der Regel über 500 Stunden theoretische Ausbildung und über 1.100 Stunden praktische Ausbildung in einer Klinik. Am Ende der Ausbildung findet eine praktische und mündliche Abschlussprüfung vor einem staatlichen Prüfungsausschuss statt.
Den Schülern wird eine Ausbildungsvergütung in einer Höhe über monatlich ca. 750 Euro gewährt.
Seit Januar 2004 unterliegt die Ausbildung zum Gesundheits- und Krankenpflegehelfer dem Landesrecht, d. h., jedes Bundesland entscheidet, ob die Ausbildung angeboten wird und wie sie strukturiert ist. Davor war sie durch das Krankenpflegegesetz bundeseinheitlich geregelt. Solche Gesetze gibt es in Baden-Württemberg, Bayern, Berlin, Brandenburg, Hamburg, Hessen, Niedersachsen, Rheinland-Pfalz, Saarland, Sachsen und Sachsen-Anhalt. In Bremen, Mecklenburg-Vorpommern und Schleswig-Holstein wird die Ausbildung hingegen nicht mehr angeboten oder wurde durch andere Ausbildungen ersetzt.
In den Bundesländern Hessen und Nordrhein-Westfalen gibt es seit 2006 eine einjährige Berufsausbildung zum „staatlich anerkannten Altenpflegehelfer“. Die Ausbildung entspricht im Wesentlichen der Ausbildung zum Krankenpflegehelfer.
In jedem Fall ist die Berufsbezeichnung geschützt und bundesweit anerkannt, d. h., auch in den Bundesländern, in denen keine Gesundheits- und Krankenpflegehilfeausbildung angeboten wird, können Krankenpflegehelfer tätig werden. Teilweise werden in den verschiedenen Bundesländern abweichende Berufsbezeichnungen verwendet:
- Gesundheits- und Krankenpflegeassistent in Nordrhein-Westfalen
- Gesundheits- und Pflegeassistent in Hamburg (zweijährige Ausbildung)
- Krankenpflegehelfer in Hessen, Niedersachsen, Saarland, Sachsen-Anhalt
- Pflegefachhelfer (Krankenpflege) in Bayern
- Staatlich geprüfter Krankenpflegehelfer in Sachsen (§ 58 BFSO)